# Kaple svatého Blažeje (Lužice)
Poutní kaple svatého Blažeje v Lužici je polozřícená sakrální stavba nad pramenem severovýchodně od vsi. Ve druhé dekádě 21. století je téměř bez krytiny, chybí jí krov a v pravé stěně se nachází otvor rozměrů metr na metr. Dříve se jednalo o oblíbené místo litoměřické diecéze, které bylo vyhledávané poutníky. U kaple je studánka s údajně léčivou vodou, která už nyní přes nánosy zeminy nevyvěrá, tekoucí pramen lze ovšem slyšet.

## Historie
Stranou od obce Lužice, uváděná též jako kaple patřící k Dobrčicím, na malé výšině byla vystavěna kaple sv. Blažeje, která byla však zničena Švédy za třicetileté války. Kaple byla pak obnovena a roku 1778 byla postavena nová kaple, která byla roku 1840 opravena. Toto místo bývalo dříve hojně navštěvováno poutníky a ještě na počátku 20. století sem ročně putovalo na tisíc věřících. Kaple byla v období let 1945–1989 zdevastována.